# Kinseyskalan
Kinseyskalan försöker beskriva en persons sexuella reaktion eller livsstil vid en viss tidpunkt, och är ett avsteg från det traditionella indelandet av sexualitet i tre kategorier (homosexualitet, bisexualitet och heterosexualitet). Istället använder skalan sju kategorier från noll till sex, där noll är strikt heterosexuell och sex är strikt homosexuell. En åttonde kategori som kallades X används för att notera asexualitet.
Skalan publicerades först i Sexual Behavior in the Human Male (1948) och var även en viktig del i Sexual Behavior in the Human Female (1953), de så kallade Kinseyrapporterna, av Alfred Kinsey, Wardell Pomeroy med flera.

## Sammanfattning
När han introducerade skalan skrev Kinsey: 
"Män är inte uppdelade i två avskilda grupper, heterosexuella och homosexuella. Världen ska inte delas upp i får och getter. Det är grundläggande i taxonomin att naturen sällan för sig med avskilda kategorier... Den levande världen är ett kontinuum i alla aspekter. 
Medan vi har lagt tonvikten på kontinuumet av variationer mellan strikt heterosexuella och strikt homosexuella berättelser så har det verkat önskvärt att utveckla någon slags klassifikation som kunnat baseras på de relativa mängderna av heterosexuell och homosexuell upplevelse eller reaktion i varje berättelse. [...] En individ kan tilldelas en position på den här skalan för varje period i sitt liv. [...] En skala om sju steg ger en mer rättvisande bild av de många variationer som faktiskt existerar."
Idag anser många sexologer att Kinseyskalan är relevant när man talar om sexuell läggning men inte övergripande nog för att täcka alla områden kring sexuell identitet. Istället föreslår de att sexuell identitet involverar minst tre spektrum: Sexuell läggning, kön, och könsidentitet.

## Kinseyskalan i tabellform
Kinseyskalan löper från noll, för de som identifierar sig själva som strikt heterosexuella helt utan erfarenhet med eller dragning till andra av samma kön, till sex, för de som identifierar sig själva som strikt homosexuella helt utan erfarenhet med eller dragning till andra av motsatt kön, och ett till fem för de som identifierar sig själva med olika grader av erfarenheter med eller dragning till andra av samma och motsatt kön.
| Kategori | Beskrivning                                                 |
| -------- | ----------------------------------------------------------- |
| 0        | Strikt heterosexuell                                        |
| 1        | Främst heterosexuell, endast tillfälligtvis homosexuell     |
| 2        | Främst heterosexuell, men mer än tillfälligtvis homosexuell |
| 3        | Lika homosexuell som heterosexuell/bisexual                 |
| 4        | Främst homosexuell, men mer än tillfälligtvis heterosexuell |
| 5        | Främst homosexuell, endast tillfälligtvis heterosexuell     |
| 6        | Strikt homosexuell                                          |
| X        | Asexuell                                                    |

## Rön

### Kinseyrapporterna
- Män: 11,6 procent av vita män i åldern 20-35 klassificerades i kategori 3 (Ungefär lika mycket heterosexuell som homosexuell) under sitt vuxna liv.[6] Studien rapporterade även att 10 procent av de amerikanska männen som intervjuades varit mer eller mindre exklusivt homosexuella (5-6 på skalan) under en period av minst tre år mellan åldrarna 16 och 55.[7]

- Kvinnor: Bland kvinnor i åldrarna 20-35 klassificerades 7 procent av ensamstående och 4 procent av de som varit gifta inom kategori 3 på skalan för innevarande period,[8] 2-6 procent av kvinnorna var mer eller mindre exklusivt homosexuella (5-6 på skalan) i erfarenhet och reaktion,[9] och 1-3 procent av de ogifta var exklusivt homosexuella (6 på skalan) i erfarenhet och reaktion.[10]